# Lo sposo di tre e marito di nessuna
Lo sposo di tre e marito di nessuna (Esposo de tres y marido de ninguna) es una ópera bufa en dos actos de Luigi Cherubini con libreto en italiano de Filippo Livigni. Se estrenó en noviembre de 1783 en el Teatro San Samuele de Venecia y tuvo gran éxito. Pronto se representó en otros teatros, a menudo con ciertas revisiones.
La única ópera bufa de Cherubini escrita para la escena veneciana, Lo sposo di tre e marito di nessuna fue compuesta con un estilo afín al de las obras teatrales de Giovanni Paisiello, la cual presenta una prodigiosa musicalidad, así como un sentido del humor, sobre todo en las piezas de conjunto. El trabajo trata de la historia de un matrimonio no exitoso, construida sobre engaños, enmascaramientos, equívocos y comicidad.
Esta ópera en tiempos modernos por primera vez se puso en escena y fue registrada el 24 de julio de 2005 en el Festival della Valle d'Itria de Martina Franca.